# Léon Noël (résistant)
Pour les articles homonymes, voir Léon Noël et Noël (homonymie).
Léon Noël est un résistant français de Cannes né le 14 janvier 1917 à Châtellerault et décédé le 23 septembre 1943 à la villa Montfleury à Cannes ou peut-être à Nice. 

## Enfance et début de sa vie d'adulte
Léon Georges Marie Joseph Noël naît le 14 janvier 1917 à Châtellerault (Vienne), dans le centre de la France. Il est le fils de Georges Noël et de Marthe Poirot. Il épouse Odette Babée.

## La Bataille de France
Il est fait prisonnier lors de la campagne de 1940. Il s'évade de son camp de prisonniers et revient à Châtellerault (Vienne). Il part ensuite en zone libre à Cannes (Alpes-Maritimes) pour éviter les questions embarrassantes des autorités du Régime de Vichy.

## La résistance à Cannes
Léon Noël installe son magasin de cycles au 23 rue du Titien à Cannes. 
Il rejoint activement la résistance dès 1941. Son magasin de cycles devient le Poste de Commandement du mouvement Combat cannois. Il abrite des grenades et des armes à feu. Au mépris des règles de sécurité de la Résistance qui préconisent d'éviter l'appartenance à plusieurs réseaux ou mouvements, Léon Noël cumule plusieurs fonctions. Il est à la fois responsable du Corps Franc des Mouvements unis de la Résistance (M.U.R.) (regroupement en janvier 1943 des trois grands mouvements de la zone Sud : Combat, Franc-Tireur et Libération-Sud) cannois, instructeur au Corps Franc cannois de l'Armée Secrète (AS 24) de Maurice Derché et membre de la compagnie (Francs-Tireurs et Partisans Français) (F.T.P.F.) du Commandant Jean-Marie. Il adopte le pseudonyme de « Grand Duc ».

## L'arrestation (21 septembre 1943)
Le 21 septembre 1943 un rendez-vous est organisé dans le magasin de cycles de Léon Noël, 23 rue du Titien, à Cannes. Ce rendez-vous doit permettre l’organisation de l’évasion de déserteurs de l’armée italienne. Doivent se réunir Léon Noël, Louis Lefers (ingénieur au chemin de fer) et Claude Levisalles tous deux membres des Mouvements unis de la Résistance (M.U.R.), ainsi qu'Ange-Marie Miniconi alias commandant Jean-Marie (Instituteur, chef du groupe Jean-Marie des F.T.P.F.) . Le commandant Jean-Marie arrive à vélo en retard car il a écouté les nouvelles à la BBC. En arrivant rue du Titien à 11 heures 01, il constate la présence d'une Citroën noire et d'un petit attroupement de curieux. Il comprend que quelque chose se passe. Il questionne les passants et apprend que la police allemande est entrée dans le magasin depuis 5 à 10 minutes. Son retard lui a permis d'éviter l'arrestation. Les résistants ont été victimes d'une dénonciation, peut-être d'un membre du P.P.F. Ange-Marie Miniconi se rapproche de l'entrée pour essayer d'entendre ce qui se passe à l'intérieur. Un agent de la Gestapo apparaît. Il braque son pistolet sur lui et lui demande ce qu'il vient faire. Le résistant répond qu'il vient faire réparer son vélo. L'agent lui demande ses papiers qu'il contrôle puis lui ordonne de déguerpir. Ange-Marie Miniconi se rend à toute vitesse boulevard d'Italie chez son adjoint André Émérini alias Curtel pour lui demander de venir avec lui rue du Titien. André Émérini prend une arme et les deux hommes se rendent à vélo rue du Titien.
Pendant ce temps, la Gestapo perquisitionne le local. Au moment où les armes vont être découvertes, Léon Noël tire à la mitraillette sur les agents de la Gestapo. Il blesse très sérieusement un inspecteur qui descend pour s'écrouler dans la rue. Les deux autres agents battent en retraite. Dans la rue, André Émérini et Ange-Marie Miniconi entendent les coups de feu au moment où ils arrivent puis voient Louis Lefers descendre les mains en l'air escorté par un agent de la Gestapo. L'agent enferme son prisonnier à l'arrière de la Citroën puis appelle des renforts avec la radio de la voiture. Spectateurs impuissants, Ange-Marie Miniconi et André Émérini tentent en vain de mobiliser les passants pour qu'ils interviennent contre les deux derniers agents de la Gestapo. Ils décident qu'André Émérini doit aller chercher des renforts à La Bocca notamment auprès des frères Tonner. Il part à vélo. Il est 11 heures 17. Ange-Marie Miniconi reste sur place. Soudain, à 11 heures 21, la sirène de l'alerte retentit dans les rues de Cannes. Durant les alertes, la circulation doit s'arrêter, les rues doivent être dégagées et les gens ne doivent pas être dans les rues. Cela doit permettre aux Allemands et à la police de se déplacer facilement. André Émérini est donc bloqué quelque part sur la route. 
Un camion de police française arrive. Il est équipé de grilles pour enfermer les prisonniers à l'arrière. Un officier de police tient un pistolet à la main. Ange-Marie Miniconi éclate de colère et lui crie de ranger son arme car les hommes cernés ne sont pas des criminels mais des Français qui veulent défendre leur pays. Surpris, le policier rengaine son arme. C'est alors qu'arrive un camion rempli de soldats allemands, puis un autre camion de policiers français. Le troisième homme de la Gestapo sort alors du magasin et donne des ordres. La police française dégage la rue. Les Allemands investissent le magasin. Des coups de feu éclatent de nouveau puis le silence se fait. Léon Noël est grièvement blessé au cours de la fusillade. Deux Allemands sont blessés. Une ambulance Renault réquisitionnée arrive à 11 heures 30. Un SS en uniforme en sort et se porte au secours de l'agent de la Gestapo au sol. Il est installé dans l'ambulance qui repart mais l'agent est déjà mort à son arrivée à l'hôpital.
Quelques minutes plus tard, Claude Levisalles est brutalement sorti du magasin par les soldats allemands et enfermé dans la Citroën noire. Les deux agents de la Gestapo partent avec les prisonniers Louis Lefers et Claude Levisalles à la villa Montfleury, siège cannois de la Gestapo, pour les interroger. L'ambulance revient alors. Léon Noël est transporté sur une civière et emmené à l'hôpital allemand à l'hôtel Grande-Bretagne. Il est ensuite envoyé à la villa Montfleury et torturé pendant une heure,.

## Son décès sous la torture
Au bout d'une heure d'interrogatoire, Léon Noël s'évanouit. Il est transféré à l'hôpital Saint-Dizier où il est placé sous la surveillance de soldats allemands. Les résistants de Cannes se renseignent pour savoir s'il est possible de faire évader Léon Noël. André Émérini interroge un interne qui lui répond que le blessé est totalement intransportable. Il a quatre balles dans le fémur et une autre dans l'omoplate. Ange-Marie Miniconi doit renoncer au projet d'évasion. Dans la nuit du 22 au 23 septembre, Léon Noël est renvoyé à la villa Montfleury et de nouveau torturé. Est-il décédé à la villa Montfleury ou bien a-t-il été transporté à Nice ? Il aurait été aperçu une dernière fois à Nice avec les pieds retournés. Il meurt en tout cas sous la torture deux jours après son arrestation. Son décès est déclaré à Nice (Alpes-Maritimes) le 29 septembre 1943 et daté du 23 septembre.
Léon Noël est tout d'abord enterré au cimetière de Caucade à Nice. Après la Libération, son corps est exhumé et transporté au cimetière communal du Grand Jas à Cannes, Carré n° 13. Il y est enterré avec les honneurs militaires, suivi par une procession commémorative de masse, le 14 novembre 1944.

## Suite de l'affaire
Louis Lefers est relâché quelques jours plus tard à la surprise de tous. Claude Levisalles, décède en déportation.
Peu prudent, Louis Perrissol , se rend peu après la perquisition chez Léon Noël pour brûler les éventuels documents restants. Il est arrêté et décède en déportation.
La Gestapo trouve dans le magasin de Léon Noël des documents des Mouvements unis de la Résistance (M.U.R.). L'arrestation est-elle déjà prévue avant l'affaire de la rue du Titien ? En tout cas, la Gestapo arrête le même jour (21 septembre 1943) Maurice Derché,, le responsable du corps franc cannois de l'Armée Secrète (AS24). Il est torturé et décède en déportation.
Toujours le 21 septembre 1943, la Gestapo se rend au 100 boulevard d'Italie pour arrêter le résistant Eugène Augier. Personne ne répond alors les agents de la Gestapo se servent du voisin du dessous Clément Griseri comme bouclier humain. Ils défoncent la porte mais personne n'est là. Clément Griseri est emmené à la villa Montfleury pour interrogatoire mais il ne sait rien et est finalement relâché .

## Reconnaissance

### Monuments lapidaires concernant Léon Noël
- Le nom de Léon Noël est inscrit sur le monument aux morts de Cannes (Alpes-Maritimes).
- Léon Noël est honoré par une plaque commémorative sur la façade du 35 rue Léon-Noël à Cannes (Alpes-Maritimes) où se trouvait son magasin de cycles (anciennement 23 rue du Titien) [22].

### Monuments lapidaires concernant les camarades de Léon Noël arrêtés
- Les noms de Maurice Derché et Louis Perrissol sont inscrits sur le monument aux morts de Cannes.
- Le nom de Louis Perrissol est inscrit sur le monument aux morts de Saorge.
- Le nom de Maurice Derché est inscrit sur une plaque commémorative à la loge maçonnique « Science et Solidarité » rue Budin à Cannes.
- Le nom de Maurice Derché est inscrit sur la plaque commémorative de la Grande Loge de France à Paris (17e arrondissement de Paris).
- Claude Levisalles est honoré par une plaque commémorative sur la façade du 35 rue Léon-Noël à Cannes (Alpes-Maritimes) où se trouvait le magasin de cycles de Léon Noël (anciennement 23 rue du Titien)[23].
- Maurice Derché est honoré par une plaque commémorative qui se trouve à Cannes sur le mur extérieur de la villa Val d'Or au 8 rue Maurice Derché, dernier domicile de Maurice Derché[24].
- Une plaque rend hommage à Maurice Derché sur le tombeau de la famille Vidal-Négrin au cimetière communal du Grand Jas à Cannes allée des Violettes.
- Une plaque rend hommage à Claude Levisalles sur le tombeau familial au cimetière communal du Grand Jas à Cannes, allée de Verdun.

### Odonymie
- Il existe une rue Léon-Noël à Cannes (Alpes-Maritimes) depuis 1944 dans la rue où se trouvait son magasin de cycles (anciennement rue du Titien).
- Il existe une rue Louis Perrissol à Cannes (Alpes-Maritimes) depuis 1945.
- Il existe une avenue Maurice Derché à Cannes (Alpes-Maritimes) depuis 1949 dans la rue où il était domicilié à la villa Val d'Or (actuellement 8 avenue Maurice Derché).